# Peniosciara megacantha
Peniosciara megacantha är en tvåvingeart som först beskrevs av Edwards 1927.  Peniosciara megacantha ingår i släktet Peniosciara och familjen sorgmyggor. Inga underarter finns listade i Catalogue of Life.